# Joel Rendón
Joel Rendón (Izúcar de Matamoros, 6 de julio de 1967) es un artista, escultor y grabador mexicano.

## Trayectoria
Joel Rendón realizó distintos estudios en instituciones educativas previo a su ingreso a la Academia de San Carlos de la UNAM en donde realizó una licenciatura y en la Escuela Nacional de Pintura, Escultura y Grabado "La Esmeralda". El interés de Rendón se encontraba en el propio arte de México, particularmente el de Mesoamérica no encontrando respaldo académico en donde poder explotarlo. Migró a Chicago en donde encontró una comunidad artística enfocada en el arte mexicano, de la que aprendió.
Su obra ha sido expuesta en galerías de su país y otras como Argentina, Colombia, Cuba, España, Estados Unidos, Puerto Rico, India, entre otros.
En 2002 Rendón vinculó su quehacer artístico a la difusión en la televisión, realizando las cápsulas Estampa al minuto en el Canal 11 de México, mismas que mostraban como realizar un grabado de manera casera. Su obra ha ilustrado libros del Fondo de Cultura Económica y ha sido publicada por revistas como Artes de México y periódicos como La Jornada y Reforma.

## Premios y reconocimientos
- Concurso Nacional de Grabado José Guadalupe Posada, 1995
- Residencias artísticas del Fondo Nacional para la Cultura y las Artes, 1994 y 1996[7]